# Martin Kneser

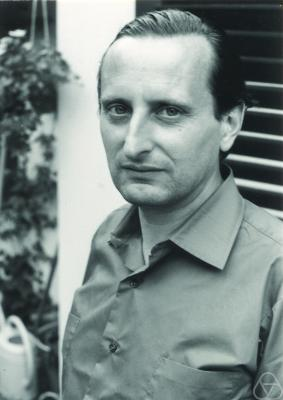
Martin Kneser, 1973

Martin Kneser (* 21. Januar 1928 in Greifswald; † 16. Februar 2004 in Göttingen) war ein deutscher Mathematiker, der sich mit Algebra (speziell quadratischen Formen) beschäftigte.

## Leben und Werk
Martin Kneser war der Sohn des Mathematikers Hellmuth Kneser und Enkel von Adolf Kneser. Er studierte ab 1945 in Tübingen, Göttingen und Berlin und wurde 1950 in Berlin bei Erhard Schmidt mit der Dissertation Über den Rand von Parallelkörpern promoviert. 1951 war Kneser Assistent an der Universität Münster bei Martin Eichler und ab 1952 in Heidelberg, wo er sich 1953 mit der Arbeit Abschätzung der asymptotischen Dichte von Summenmengen habilitierte und bis 1958 als Privatdozent lehrte. Vom 1. April bis zum 31. Dezember 1958 fungierte er als Extraordinarius für Mathematik an der Universität des Saarlandes in Saarbrücken. Ab 1959 war er Professor in München und von 1963 bis zu seiner Emeritierung 1993 in Göttingen. Im Jahr 1962 war er eingeladener Sprecher auf dem Internationalen Kongress der Mathematiker in Stockholm mit dem Vortrag Einfach zusammenhängende algebraische Gruppen in der Arithmetik.
1966 wurde er Mitglied der Leopoldina, 1967 Mitglied der Akademie der Wissenschaften zu Göttingen und 1983 korrespondierendes Mitglied der Braunschweigischen Wissenschaftlichen Gesellschaft. 1981 erhielt Martin Kneser die Carl-Friedrich-Gauß-Medaille, 1997 erhielt er den Karl-Georg-Christian-von-Staudt-Preis für seine Beiträge zur Theorie der quadratischen Formen.
Er arbeitete hauptsächlich über die Theorie quadratischer Formen und algebraische Gruppen. Daneben beschäftigte er sich auch mit Graphentheorie (die Kneser-Graphen, die er 1955 untersuchte, sind nach ihm benannt) und vereinfachte 1981 den konstruktiven Beweis des Fundamentalsatzes der Algebra seines Vaters Hellmuth Kneser (1940).  Die nach ihm benannte Kneser-Vermutung führte zur Entwicklung der topologischen Kombinatorik. Sie lässt sich auch als Vermutung über die chromatische Zahl von sogenannten Kneser-Graphen formulieren und wurde 1978 von László Lovász bewiesen.
Zu seinen Doktoranden zählen Hans-Volker Niemeier, Albrecht Pfister, Norbert Schappacher und Ulrich Stuhler.
Sein Nachlass wird vom Zentralarchiv deutscher Mathematiker-Nachlässe an der Niedersächsischen Staats- und Universitätsbibliothek Göttingen aufbewahrt.

## Schriften (Auswahl)
- Über den Rand von Parallelkörpern. Berlin 1950, DNB 481787577 (Hochschulschrift, Math.-naturwiss. F., Diss. v. 15. Dezember 1950).
- Über den Rand von Parallelkörpern. In: Mathematische Nachrichten. Band 5, Nr. 3–5, 1951, S. 241–251, doi:10.1002/mana.19510050309.
- Abschätzung der asymptotischen Dichte von Summenmengen. Heidelberg 1953, DNB 480404151 (Hochschulschrift, Naturwiss.-math. F., Hab.-Schr. v. 18. Juli 1953).
- Einfach zusammenhängende algebraische Gruppen in der Arithmetik. In: Proceedings of the International Congress of Mathematicians 1962. Uppsala 1963, S. 260–263 (mathunion.org [PDF]).
- Witts Satz über quadratische Formen über lokalen Ringen (= Nachrichten der Akademie der Wissenschaften zu Göttingen, Mathematisch-Physikalische Klasse, Jg. 1972, Nr. 9). Vandenhoeck und Ruprecht, Göttingen 1972.
- Konstruktive Lösung p-adischer Gleichungssystems (= Nachrichten der Akademie der Wissenschaften zu Göttingen, Mathematisch-Physikalische Klasse, Jg. 1978, Nr. 5). Vandenhoeck und Ruprecht, Göttingen 1978.
- Mit Rudolf Scharlau: Quadratische Formen (= Masterclass). Springer, Berlin / Heidelberg 2002, ISBN 3-540-64650-7, doi:10.1007/978-3-642-56380-5 (Vorlesungen von Kneser in den 1970er und 1980er Jahren in Göttingen, neu bearbeitet und herausgegeben in Zusammenarbeit mit Scharlau).